# Maerua parvifolia
Maerua parvifolia är en kaprisväxtart som beskrevs av Ferdinand Albin Pax. Maerua parvifolia ingår i släktet Maerua och familjen kaprisväxter. Inga underarter finns listade i Catalogue of Life.